# Prosoplus interruptus
Prosoplus interruptus là một loài bọ cánh cứng trong họ Cerambycidae.